# Aleksandr Swietow
Aleksandr Siemionowicz Swietow, ros. Александр Семенович Светов (ur. 2 maja 1895 w Orenburgu, zm. 3 listopada 1961 we Frankfurcie nad Menem) – radziecki inżynier, wojskowy Rosyjskiej Armii Wyzwoleńczej podczas II wojny światowej, emigracyjny dziennikarz i publicysta.
Urodził się pod nazwiskiem Parfionow. Ukończył studia w instytucie politechnicznym w Piotrogradzie, po czym pracował jako inżynier. Po ataku wojsk niemieckich na ZSRR 22 czerwca 1941 r., został zmobilizowany do Armii Czerwonej. Wkrótce dostał się do niewoli niemieckiej. Początkowo przebywał w zwykłym obozie jenieckim, ale latem 1942 r. został przeniesiony do obozu w Zittenhorst, a następnie do obozu w Wustrau. Później wstąpił do Rosyjskiej Armii Wyzwoleńczej (ROA). 
Po zakończeniu wojny od 1946 r. pełnił funkcję głównego redaktora wydawnictwa NTS „Posiew”. W 1947 r. wyemigrował do Maroka, gdzie pracował jako geodeta. W 1951 r. przyjechał do RFN. W późniejszym czasie został zastępcą redaktora głównego pisma „Naszy dni”. Był też autorem artykułów w pismach „Grani” i „Posiew”.